# Fryderyki 2014
Fryderyki 2014 – 20. edycja polskich nagród muzycznych Fryderyków, przyznawanych przez Akademię Fonograficzną (powołaną przez Związek Producentów Audio-Video), honorująca dokonania przemysłu muzycznego między 1 grudnia 2012 a 30 listopada 2013. Ceremonia wręczenia nagród odbyła się 24 kwietnia 2014 w Sali Kongresowej w Warszawie. Poprowadzili ją Kayah i Tomasz Kammel, a jej emisja odbyła się w TVP2.
Nagrody konkursowe zostały przyznane w 16 kategoriach (4 w sekcji muzyki rozrywkowej, 3 w sekcji muzyki jazzowej i 9 w sekcji muzyki poważnej). Najwięcej nominacji (5) otrzymał Łukasz Borowicz. Najwięcej nagród (4) zdobył Dawid Podsiadło, który triumfował we wszystkich kategoriach muzyki rozrywkowej. Po 2 nagrody wygrali Bogdan Kondracki, Dominik Wania, Jan Łukaszewski i Polski Chór Kameralny. Poza nagrodami konkursowymi zostały przyznane trzy Złote Fryderyki.

## Organizacja
Przyjmowanie przez Akademię Fonograficzną zgłoszeń do Fryderyków 2014 trwało od 4 listopada do 13 grudnia 2013.
9 lutego 2014 Związek Producentów Audio-Video (ZPAV) poinformował, że nadchodzącą galę wręczenia Fryderyków zorganizuje, podobnie jak w latach 2007–2013, agencja STX Jamboree. 12 lutego 2014 zostały ogłoszone nominacje oraz laureaci Złotych Fryderyków. Równocześnie ZPAV zapowiedział, że ceremonia wręczenia nagród odbędzie się 24 kwietnia 2014 o godzinie 19 w Sali Kongresowej w Warszawie, będzie emitowana przez TVP2 i odbędą się podczas niej występy muzyczne celebrujące dwudziestolecie Fryderyków. Po raz pierwszy w historii plebiscytu do sprzedaży trafiły bilety na galę (wcześniej brali w niej udział tylko zaproszeni goście). 3 kwietnia 2014 organizatorzy poinformowali, że galę poprowadzą piosenkarka Kayah i prezenter Tomasz Kammel, ponadto zapowiedzieli wykonawców i prezenterów.
Podczas ceremonii grała na żywo Orkiestra Symfoniczna Filharmonii Kaliskiej pod dyrekcją Adama Klocka. Jej retransmisja w TVP2 rozpoczęła się w tym samym dniu o 21:40. Po zakończeniu gali w Sali Kongresowej Włodek Pawlik Trio, Randy Brecker i Orkiestra Symfoniczna Filharmonii Kaliskiej zagrali w całości album Night in Calisia.
W sześciu kategoriach muzyki poważnej laureaci zostali podczas gali tylko odczytani. Ceremonia wręczenia im nagród z rąk Andrzeja Puczyńskiego, przewodniczącego ZPAV, odbyła się 7 maja 2014 w Muzeum Fryderyka Chopina w Warszawie.

## Przebieg

### Występy
Występy podczas gali:
- Hasmik Sirojan(inne języki) i Mateusz Ziółko – „Dziwny jest ten świat”
- Edyta Bartosiewicz – „Ta noc do innych jest niepodobna”
- Anna Maria Jopek i Tomasz Stańko – „Szepty i łzy”
- Janusz Olejniczak, Jacek Królik, Marek Raduli, Ryszard Sygitowicz, Mieczysław Jurecki, Tomasz Pukacki i Michał Jurkiewicz – Polonez As-dur op. 53
- Konstanty Andrzej Kulka i Gaba Kulka – „Lady Celeste”
- Włodek Pawlik Trio i Randy Brecker – „Night in Calisia”
- Grzegorz Turnau, Dawid Podsiadło, Tomasz Makowiecki i Filip Siejka – „Świecie nasz”

Wykonawcom towarzyszyli: Orkiestra Symfoniczna Filharmonii Kaliskiej pod dyrekcją Adama Klocka, Jacek Królik, Cezary Konrad i Paweł Pańta.

### Prezenterzy
Prezenterzy podczas gali:

- Brodka i Sebastian Karpiel-Bułecka – wręczenie nagrody w kategorii album roku (muzyka rozrywkowa)
- Beata Kozidrak i Andrzej Piaseczny – wręczenie nagrody w kategorii utwór roku
- Ania Dąbrowska i Artur Rojek – wręczenie nagrody w kategorii debiut roku (muzyka rozrywkowka)
- Hanna Gronkiewicz-Waltz – wręczenie Złotego Fryderyka dla Marka Jackowskiego
- Tymon Tymański i Ewa Bem – wręczenie nagród w kategoriach album roku i debiut roku (muzyka jazzowa)
- Jan Ptaszyn Wróblewski – wręczenie Złotego Fryderyka dla Jarosława Śmietany
- Waldemar Malicki i Justyna Steczkowska – wręczenie nagród w kategoriach album roku muzyka współczesna i najwybitniejsze nagranie muzyki polskiej
- Bogdan Zdrojewski – wręczenie Złotego Fryderyka dla Konstantego Andrzeja Kulki
- Wojciech Jagielski i Jacek Szmidt – wręczenie nagrody w kategorii artysta roku (muzyka poważna)
- Jerzy Kapuściński i Maria Sadowska – wręczenie nagrody w kategorii artysta roku (muzyka jazzowa)
- Wojciech Szpil – wręczenie nagrody w kategorii artysta roku (muzyka rozrywkowa)

## Laureaci i nominowani

### Sekcja muzyki rozrywkowej
| Utwór roku | Album roku |
| --- | --- |

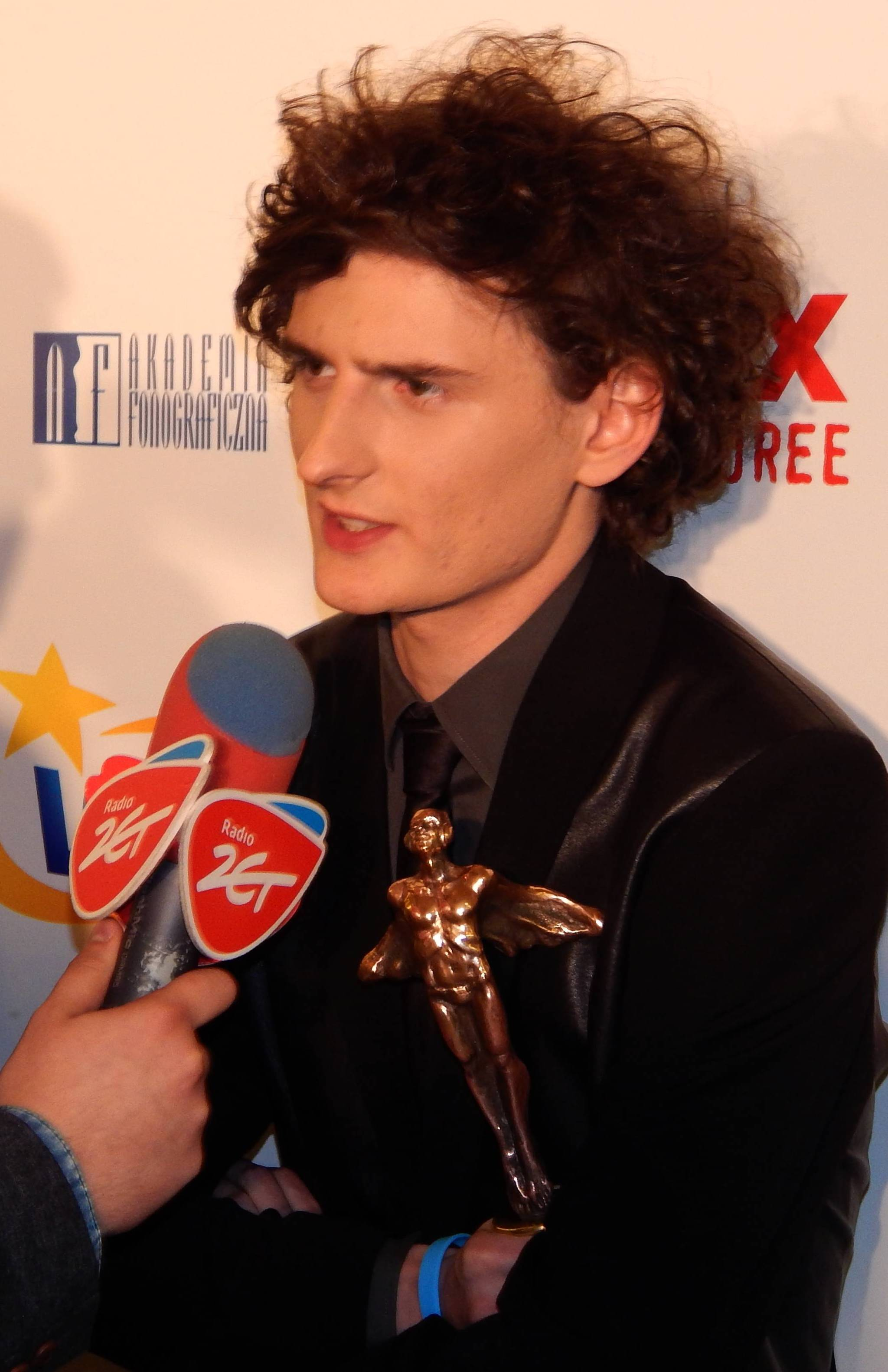
Dawid Podsiadło, laureat wszystkich nagród w sekcji muzyki rozrywkowej, podczas gali

| - „Trójkąty i kwadraty” – Dawid Podsiadło - muzyka: Bogdan Kondracki i Dawid Podsiadło - słowa: Karolina Kozak - „Bałkanica” – Piersi - muzyka: Adam „Asan” Asanov i Zbigniew „Dziadek” Moździerski - słowa: Adam „Asan” Asanov - „Mózg” – Misia Ff - muzyka: Rykarda Parasol - słowa: Misia Furtak - „Ojciec” – Wojciech Waglewski, Fisz i Emade - muzyka: Wojciech Waglewski - słowa: Fisz - „Peron” – Jamal - muzyka: Tomasz Mioduszewski i Andrzej „Gienia” Markowski - słowa: Tomasz Mioduszewski | - Comfort and Happiness – Dawid Podsiadło - produkcja: Bogdan Kondracki i Dawid Podsiadło - Matka, Syn, Bóg – Wojciech Waglewski, Fisz i Emade - produkcja: Emade - Miłość – Jamal - produkcja: Andrzej „Gienia” Markowski - Renovatio – Edyta Bartosiewicz - produkcja: Edyta Bartosiewicz i Leszek Kamiński - Transoriental Orchestra – Kayah - produkcja: Atanas Valkov |
| Artysta roku | Debiut roku |
| - Dawid Podsiadło - Edyta Bartosiewicz - Kayah - Tomasz Makowiecki - Wojciech Waglewski, Fisz i Emade | - Dawid Podsiadło - Chłopcy kontra Basia - Damian Ukeje - Fismoll - Ifi Ude |

### Sekcja muzyki jazzowej
| Album roku | Album roku                                                                                                 |
| --- | --- |
| - Ravel – Dominik Wania - produkcja: For Tune - Live in Gdańsk – World Orchestra - produkcja: Grzech Piotrowski - Koncert fortepianowy g-moll – Andrzej Jagodziński - produkcja: Andrzej Jagodziński, Adam Cegielski, Czesław Bartkowski, Barbara Jagodzińska-Habisiak i Piotr Semczuk - Remembering Nina & Abbey – Aga Zaryan - produkcja: Aga Zaryan - UP! – Marek Napiórkowski - produkcja: Marek Napiórkowski - Wisława – Tomasz Stańko - produkcja: Manfred Eicher | |
| Artysta roku | Debiut roku                                                                                                |
| - Włodek Pawlik - Aga Zaryan - Andrzej Jagodziński - Dominik Wania - Jan Smoczyński | - Dominik Wania - High Definition Quartet - Maciej „Kocin” Kociński - Marcin Gawdzis - Przemysław Florczak |

### Sekcja muzyki poważnej
| Artysta roku |
| --- |
| - Piotr Beczała - Apollon Musagète Quartett - Paweł Gusnar - Paweł Łukaszewski - Rafał Blechacz |
| Najwybitniejsze nagranie muzyki polskiej |
| - Marian Borkowski – Choral Works - Polski Chór Kameralny (dyrekcja: Jan Łukaszewski) - Astrolabium Sings Bembinow - Chór Astrolabium i Aleksandra Turalska (dyrekcja: Kinga Litowska) - Chopin: Polonezy - Rafał Blechacz - Dobrzyński – Uwertura do opery „Monbar, czyli Flibustierowie”, Koncert As-dur na fortepian i orkiestrę, Symfonia c-moll nr 2 „Charakterystyczna” - Emilian Madey – fortepian i Polska Orkiestra Radiowa (dyrekcja: Łukasz Borowicz) - el Derwid – Plamy na słońcu - Agata Zubel – sopran, Andrzej Bauer – wiolonczela, Cezary Duchnowski – fortepian/elektronika - Henryk Mikołaj Górecki – Z pieśni kościelnych - śpiewacy krakowscy (dyrekcja: Włodzimierz Siedlik) - Mikołaj Górecki – Works for String Orchestra - Piotr Pławner – skrzypce, Jean-Marc Fessard i Roman Widaszek – klarnet, Polska Filharmonia Kameralna Sopot (dyrekcja: Wojciech Rajski) - Wojciech Kilar – Angelus, Exodus, Victoria - Orkiestra Symfoniczna i chóry Akademii Muzycznej im. Stanisława Moniuszki w Gdańsku oraz Anna Fabrello – sopran (dyrekcja: Zygmunt Rychert) - Lipiński, Paderewski, Turski, Kowalski – The Power of Polish Violin - Sławomir Tomasik – skrzypce, Narodowa Orkiestra Symfoniczna Polskiego Radia, Subito Strings - Lutosławski: Pieśni i kolędy - Anna Radziejewska - Lutosławski Tuwim. Piosenki nie tylko dla dzieci - Dorota Miśkiewicz i Kwadrofonik - Lutosławski w SACD (vol. 2) - Robert Cohen – wiolonczela, Ewa Pobłocka – fortepian i Sinfonia Varsovia (dyrekcja: Jerzy Maksymiuk) - Paweł Łukaszewski – Missa de Maria a Magdala - Elżbieta Grodzka-Łopuszyńska – sopran, Tomasz Sadownik – baryton, Chór Akademii Techniczno-Humanistycznej w Bielsku Białej i Śląska Orkiestra Kameralna (dyrekcja: Jan Borowski) - Piotr Moss – Chagall For Strings - Opium String Quartet i Jadwiga Rappé – alt - Penderecki & Lutosławski: String Quartets - Royal String Quartet - Penderecki: The Complete Symphonies - Iwona Hossa, Izabela Kłosińska, Agnieszka Rehlis, Rafał Bartmiński, Wojciech Gierlach, Thomas E. Bauer, Sławomir Holland, Chór Opery i Filharmonii Podlaskiej w Białymstoku i Polska Orkiestra Sinfonia Iuventus (dyrekcja: Krzysztof Penderecki) - Podobieństwo żywota krześcijańskiego – XVI-wieczna muzyka polska - Zespół Sabionetta (kierownictwo: Agnieszka Obst-Chwała) - Polska liryka wokalna - Grzegorz Piotr Kołodziej i Filharmonia Kameralna im. Witolda Lutosławskiego w Łomży (dyrekcja: Jan Miłosz Zarzycki) - Saxophone Varie - Paweł Gusnar – saksofony, Julia Samojło – fortepian, Zuzanna Elster – harfa, Alina Ratkowska – klawesyn, Jan Bokszczanin – organy - Szymanowski – Harnasie - Orkiestra i Chór do Projektu „Harnasie” (dyrekcja: Marek Moś), Sebastian Karpiel-Bułecka – śpiew, Kapela Góralska Sebastiana Karpiela-Bułecki i Zakopower - Mieczysław Weinberg – Works for Violin and Piano - Ewelina Nowicka – skrzypce, Milena Antoniewicz – fortepian - Józef Zeidler, Piotr Niestrawski – Musica Sacromontana (VII) - Anna Mikołajczyk-Niewiedział, Anna Karasińska i Sinfonia Viva (kierownictwo: Tomasz Radziwonowicz) - Maciej Zieliński – V Symphony - Polska Orkiestra Radiowa (dyrekcja: Łukasz Borowicz) |
| Album roku muzyka chóralna, oratoryjna i operowa |
| - Arias - Andrzej Dobber i Orkiestra Symfoniczna Filharmonii Narodowej (dyrekcja: Antoni Wit) - Astrolabium Sings Bembinow - Chór Astrolabium i Aleksandra Turalska (dyrekcja: Kinga Litowska) - Henryk Mikołaj Górecki – Z pieśni kościelnych - śpiewacy krakowscy (dyrekcja: Włodzimierz Siedlik) - Jasnogórska Muzyka Dawna vol. 54 – Ciemne jutrznie - Zespół Śpiewaków Miasta Katowice Camerata Silesia (kierownictwo: Anna Szostak) - Prayer - Chór Katedry Warszawsko-Praskiej Musica Sacra (dyrekcja: Paweł Łukaszewski) |
| Album roku muzyka dawna i barokowa |
| - François Couperin – Pièces de clavecin - Władysław Kłosiewicz, gościnnie: Lilianna Stawarz, Małgorzata Wojciechowska, Maria Papuzińska-Uss i Marcin Zalewski - Easter Cantatas of 18th Century Gdańsk / Kantaty Wielkanocne ze zbiorów PAN Biblioteki Gdańskiej - Goldberg Baroque Ensemble, Heike Heilmann – sopran, Ewa Zeuner – alt, Virgil Hartinger – tenor i Marek Rzepka – bas (kierownictwo: Andrzej Mikołaj Szadejko) - Johann Sebastian Bach – A cinque cordes - Teresa Kamińska – wiolonczela piccolo, Marek Toporowski – klawesyn - Józef Zeidler, Piotr Niestrawski – Musica Sacromontana (VII) - Anna Mikołajczyk-Niewiedział, Anna Karasińska i Sinfonia Viva (kierownictwo: Tomasz Radziwonowicz) - Podobieństwo żywota krześcijańskiego – XVI-wieczna muzyka polska - Zespół Sabionetta (kierownictwo: Agnieszka Obst-Chwała) |
| Album roku muzyka kameralna (do 12 wykonawców) |
| - Saxophone Varie - Paweł Gusnar – saksofony, Julia Samojło – fortepian, Zuzanna Elster – harfa, Alina Ratkowska – klawesyn, Jan Bokszczanin – organy - el Derwid – Plamy na słońcu - Agata Zubel – sopran, Andrzej Bauer – wiolonczela, Cezary Duchnowski – fortepian/elektronika - Lutosławski, Szymanowski, Ravel, Ysaye – Aurora - Janusz Wawrowski – skrzypce, José Gallardo – fortepian - Lutosławski Tuwim. Piosenki nie tylko dla dzieci - Dorota Miśkiewicz i Kwadrofonik - Mieczysław Weinberg – Works for Violin and Piano - Ewelina Nowicka – skrzypce, Milena Antoniewicz – fortepian |
| Album roku muzyka symfoniczna i koncertująca |
| - Wojciech Kilar – Angelus, Exodus, Victoria - Orkiestra Symfoniczna i chóry Akademii Muzycznej im. Stanisława Moniuszki w Gdańsku oraz Anna Fabrello – sopran (dyrekcja: Zygmunt Rychert) - Lipiński, Paderewski, Turski, Kowalski – The Power of Polish Violin - Sławomir Tomasik – skrzypce, Narodowa Orkiestra Symfoniczna Polskiego Radia, Subito Strings - Lutosławski w SACD (vol. 2) - Robert Cohen – wiolonczela, Ewa Pobłocka – fortepian i Sinfonia Varsovia (dyrekcja: Jerzy Maksymiuk) - Maciej Zieliński – V Symphony - Polska Orkiestra Radiowa (dyrekcja: Łukasz Borowicz) - Szymanowski – Harnasie - Orkiestra i Chór do Projektu „Harnasie” (dyrekcja: Marek Moś), Sebastian Karpiel-Bułecka – śpiew, Kapela Góralska Sebastiana Karpiela-Bułecki i Zakopower |
| Album roku muzyka współczesna |
| - Marian Borkowski – Choral Works - Polski Chór Kameralny (dyrekcja: Jan Łukaszewski) - Piotr Moss – Chagall For Strings - Opium String Quartet i Jadwiga Rappé – alt - Mikołaj Górecki – Works for String Orchestra - Piotr Pławner – skrzypce, Jean-Marc Fessard i Roman Widaszek – klarnet, Polska Filharmonia Kameralna Sopot (dyrekcja: Wojciech Rajski) - Paweł Łukaszewski – Missa de Maria a Magdala - Elżbieta Grodzka-Łopuszyńska – sopran, Tomasz Sadownik – baryton, Chór Akademii Techniczno-Humanistycznej w Bielsku Białej i Śląska Orkiestra Kameralna (dyrekcja: Jan Borowski) - Penderecki: The Complete Symphonies - Iwona Hossa, Izabela Kłosińska, Agnieszka Rehlis, Rafał Bartmiński, Wojciech Gierlach, Thomas E. Bauer, Sławomir Holland, Chór Opery i Filharmonii Podlaskiej w Białymstoku i Polska Orkiestra Sinfonia Iuventus (dyrekcja: Krzysztof Penderecki) |
| Album roku recital solowy |
| - Viola Recital - Katarzyna Budnik-Gałązka - Legenda - Piotr Janowski - Lutosławski: Pieśni i kolędy - Anna Radziejewska - Polska liryka wokalna - Grzegorz Piotr Kołodziej i Filharmonia Kameralna im. Witolda Lutosławskiego w Łomży (dyrekcja: Jan Miłosz Zarzycki) - Wielcy wykonawcy - Elżbieta Towarnicka |
| Najlepszy album polski za granicą |
| - Chopin: Polonezy - Rafał Blechacz - Bel Raggio - Aleksandra Kurzak, Sinfonia Varsovia i Warszawski Chór Kameralny (dyrekcja: Pier Giorgio Morandi) - Dobrzyński – Uwertura do opery „Monbar, czyli Flibustierowie”, Koncert As-dur na fortepian i orkiestrę, Symfonia c-moll nr 2 „Charakterystyczna” - Emilian Madey – fortepian i Polska Orkiestra Radiowa (dyrekcja: Łukasz Borowicz) - Penderecki & Lutosławski: String Quartets - Royal String Quartet - Twoim jest serce me - Piotr Beczała i Royal Philharmonic Orchestra (dyrekcja: Łukasz Borowicz) |

### Złote Fryderyki
Laureaci Złotych Fryderyków:

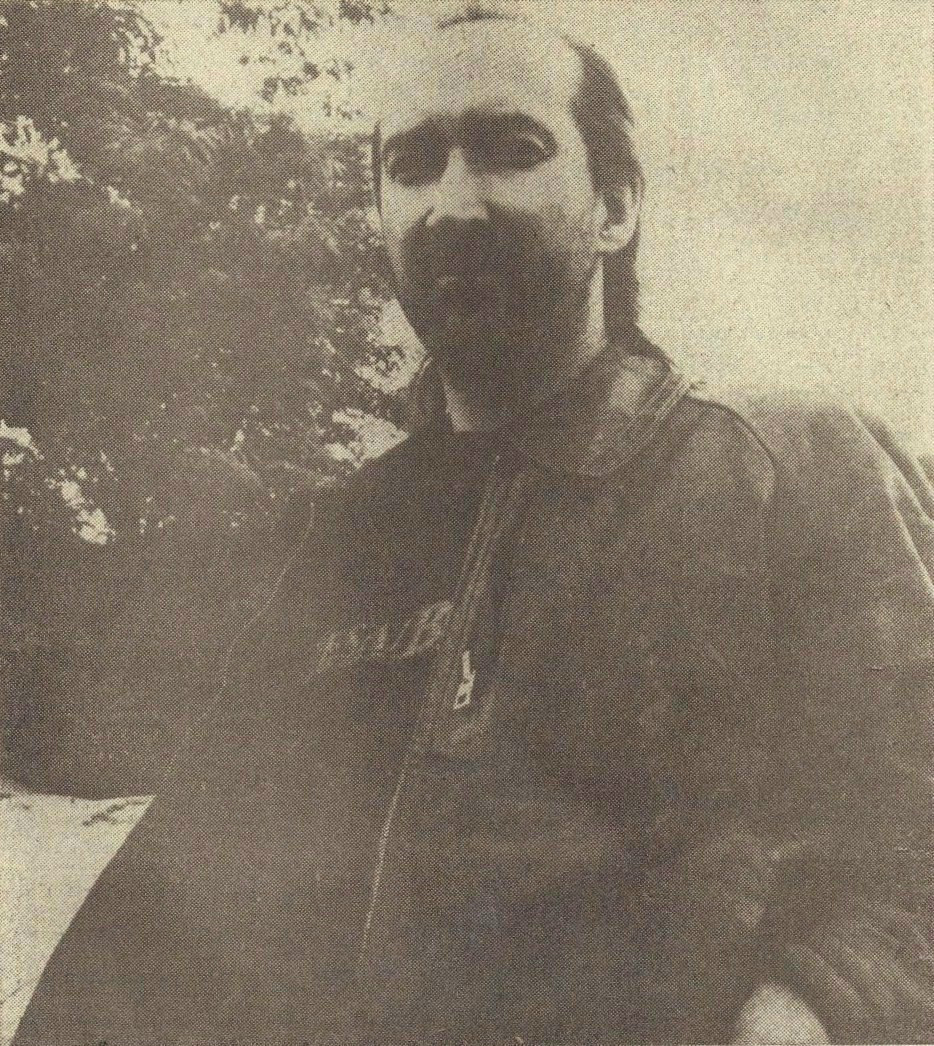
Marek Jackowski, laureat Złotego Fryderyka w muzyce rozrywkowej

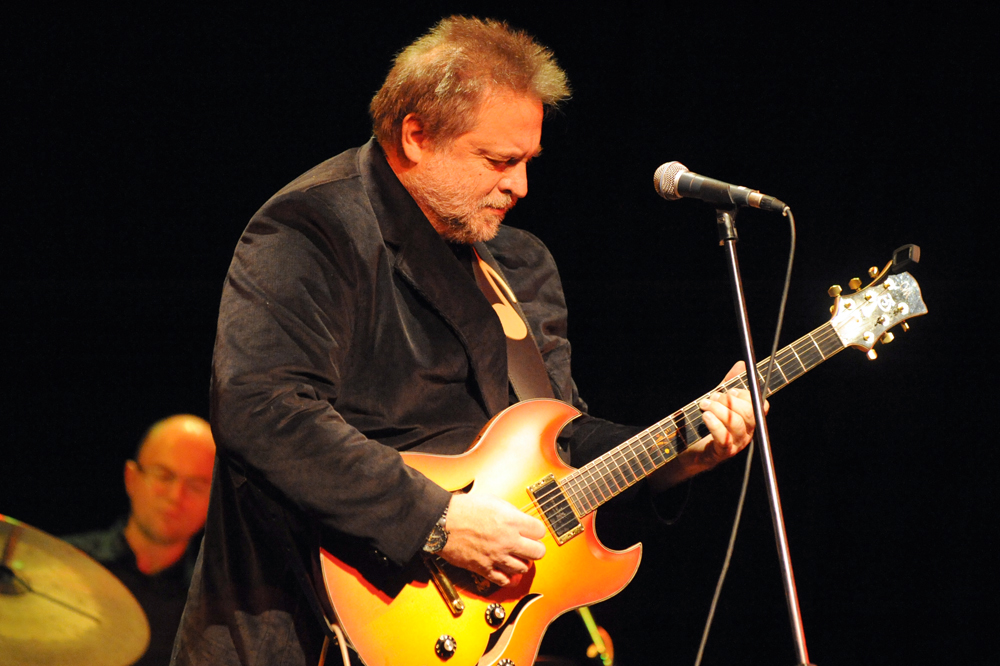
Jarosław Śmietana, laureat Złotego Fryderyka w muzyce jazzowej

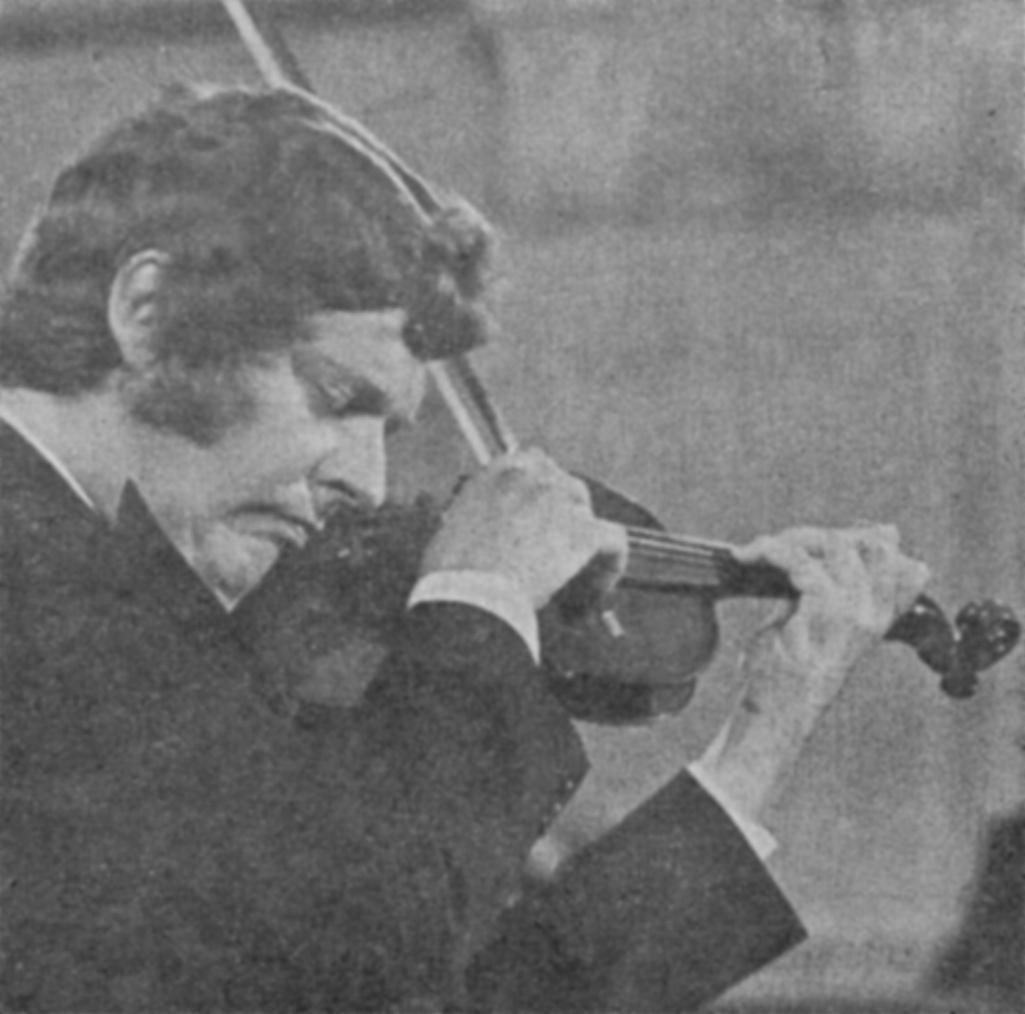
Konstanty Andrzej Kulka, laureat Złotego Fryderyka w muzyce poważnej

- Marek Jackowski (muzyka rozrywkowa)
- Jarosław Śmietana (muzyka jazzowa)
- Konstanty Andrzej Kulka (muzyka poważna)

## Statystyki
| Liczba | Osoba/zespół                                                      |
| ------ | ----------------------------------------------------------------- |
| 4      | Dawid Podsiadło                                                   |
| 2      | Bogdan KondrackiDominik WaniaJan ŁukaszewskiPolski Chór Kameralny |

| Liczba | Osoba/zespół                                                                        |
| ------ | ----------------------------------------------------------------------------------- |
| 5      | Łukasz Borowicz                                                                     |
| 4      | Dawid PodsiadłoPolska Orkiestra Radiowa                                             |
| 3      | Dominik WaniaEmadeFiszPaweł GusnarRafał BlechaczSinfonia VarsoviaWojciech Waglewski |